# Hermann Plüddemann

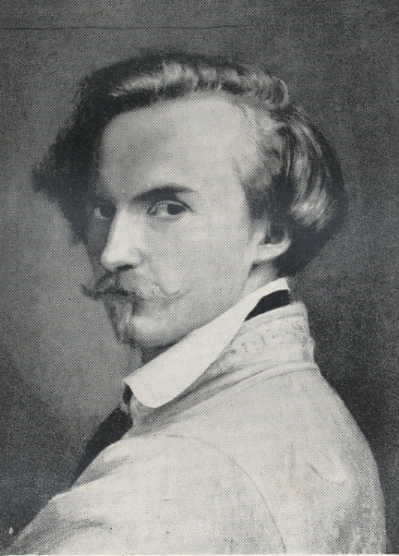
Hermann Freihold Plüddemann

Hermann Freihold Plüddemann (* 17. Juli 1809 in Kolberg; † 24. Juni 1868 in Dresden) war ein deutscher Historienmaler und Illustrator.

## Leben
Plüddemann, gebürtig aus einer wohlhabenden Kolberger Reederfamilie, war Schüler des Malers Carl Sieg in Magdeburg, von Carl Joseph Begas in Berlin (1828) sowie von Friedrich Wilhelm von Schadow an der Kunstakademie in Düsseldorf (1831). Ab 1832 stellte er in Düsseldorf aus. Nach einer Vorlage von Carl Friedrich Lessing schuf er 1839/1840 für den Gartensaal von Schloss Heltorf das Monumentalfresko Die Erstürmung von Ikonium. Bis 1846 gehörte er der Meisterklasse bei von Schadow an, 1848 wechselte er nach Dresden, wo er in engem beruflichem und privaten Austausch mit befreundeten Künstlerkollegen, u. a. Hugo Bürkner, Theobald v. Oer, Emil Ebers und seinem Schwager Adolf Erhardt, stand. Im Mittelpunkt seines Schaffens als Historienmaler standen Friedrich Barbarossa und Christoph Kolumbus. Von kulturhistorischem Interesse sind Plüddemanns Reisebriefe aus Italien und der Schweiz. Plüddemanns Neffe Martin Plüddemann war Balladen- und Liederkomponist, sein Neffe Richard Plüddemann Architekt und Stadtbaurat von Breslau.

## Werke

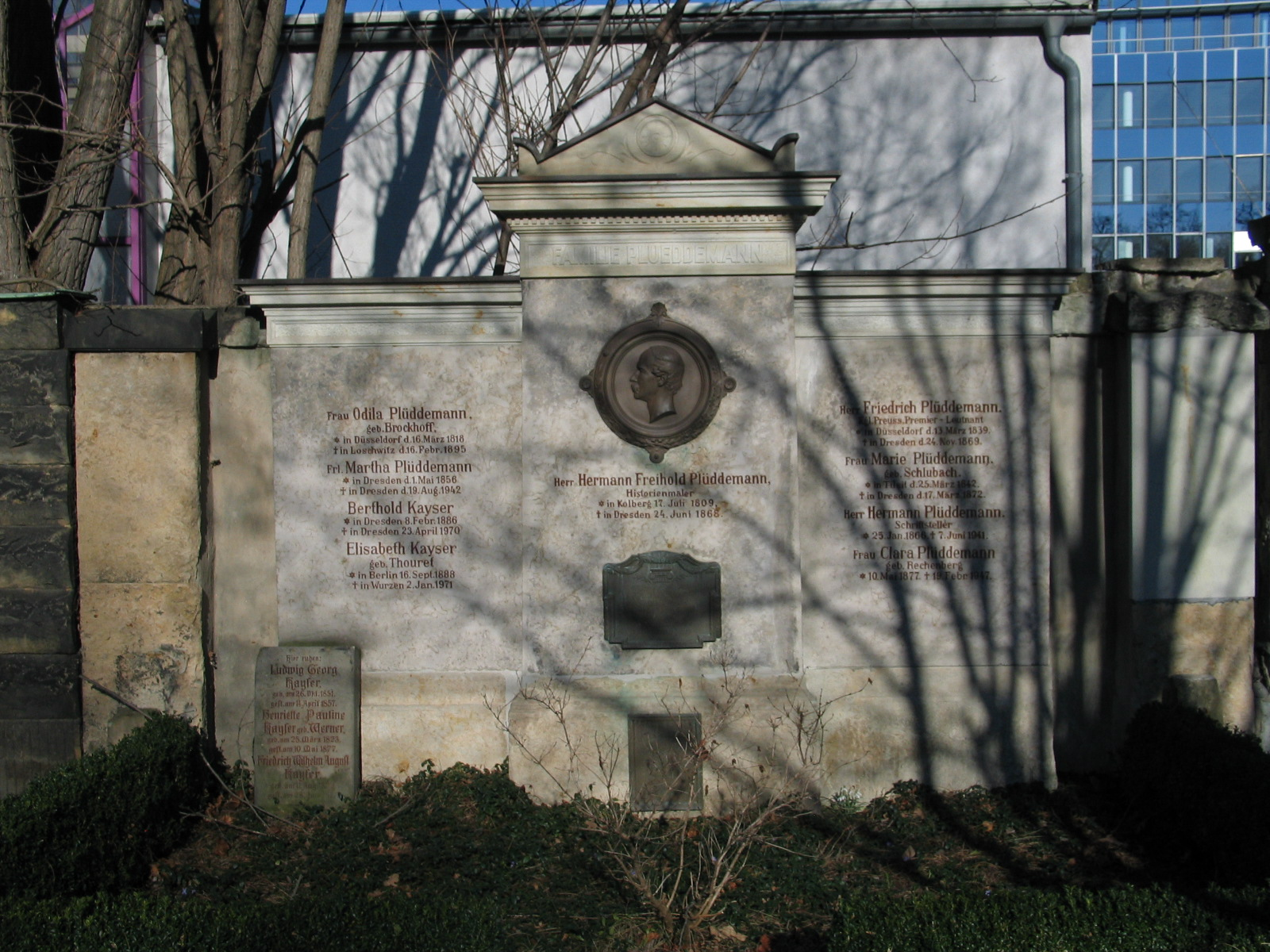
Grab von Hermann Freihold Plüddemann auf dem Alten Annenfriedhof in der Dresdner Südvorstadt.

- Rolands Tod bei Roncesvalles (1834)
- Kolumbus und die Seinen erblicken Land (1836, Nationalgalerie Berlin, heute verschollen)
- Karl der Große als erster Gesetzgeber und Stifter von Kultur, Rittertum und höfischem Leben (1844)
- Ludwig der Eiserne lässt die widerspenstigen Ritter in den Pflug spannen
- Ermüdete Kreuzfahrer an einer Quelle
- Konradin auf dem Schafott
- Freskobilder Düsseldorfer Künstler im gräflich Speeschen Schloss Heltorf und Fresken im Rathaus Elberfeld (1844, 1945 zerstört)
- Der Tod Friedrich Barbarossas (1846)
- Heinrich IV. in Canossa (1863)
- Otto von Wittelsbach auf dem Reichstag in Besançon (1859, Galerie in Dresden)
- Luther auf dem Reichstag in Worms (1864)

### Illustrationen (Auswahl)

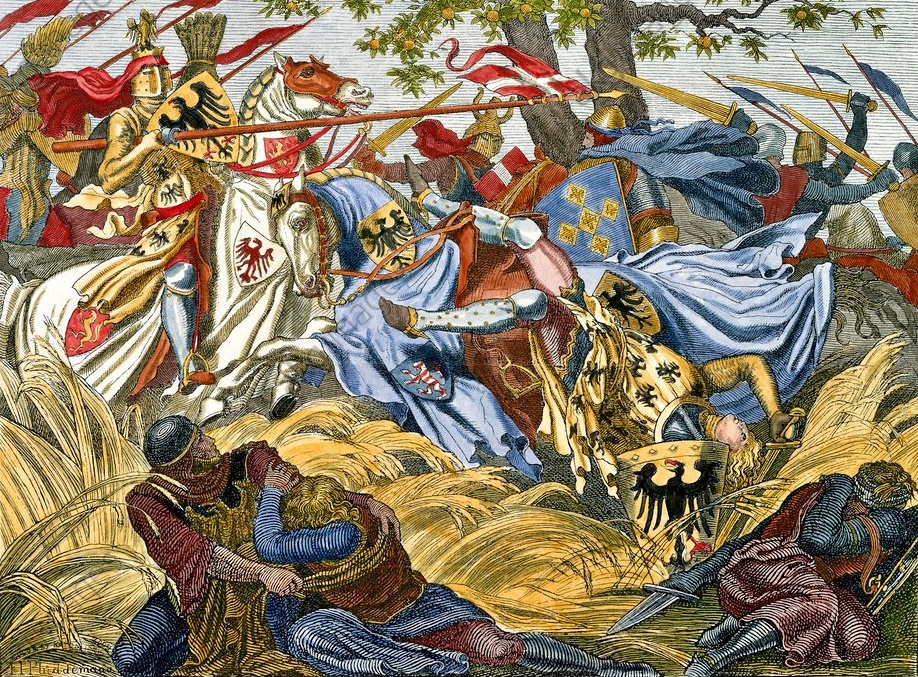
Hermann Plüddemann: Kampf der Könige Adolf von Nassau und Albrecht von Österreich in der Schlacht bei Göllheim, 1298

- Illustrationen zu deutschen Sagen und Klassikern, u. a. Deutsches Balladenbuch (1852).

Digitalisierte Ausgabe der Universitäts- und Landesbibliothek Düsseldorf:
- In:  Album deutscher Künstler in Originalradirungen. - Düsseldorf : Buddeus, 1841. Digitalisierte Ausgabe
- In: Deutsche Dichtungen mit Randzeichnungen deutscher Künstler. - Düsseldorf : Buddeus, (Bände 1–2) 1843. Digitalisierte Ausgabe
- In: Reinick, Robert. Lieder eines Malers mit Randzeichnungen seiner Freunde. - zwischen 1836 und 1852.
  - Lieder eines Malers mit Randzeichnungen seiner Freunde. -  Düsseldorf: Schulgen-Bettendorff, 1836, Probedruck. Digitalisierte Ausgabe
  - Lieder eines Malers mit Randzeichnungen seiner Freunde. - Düsseldorf: Schulgen-Bettendorff, 1838, farbige Mappen-Ausgabe. Digitalisierte Ausgabe
  - Lieder eines Malers mit Randzeichnungen seiner Freunde. - Düsseldorf: Schulgen-Bettendorff, 1838. Digitalisierte Ausgabe
  - Lieder eines Malers mit Randzeichnungen seiner Freunde. - Düsseldorf : Buddeus, zw. 1839 und 1846. Digitalisierte Ausgabe
  - Lieder eines Malers mit Randzeichnungen seiner Freunde. - Leipzig : Vogel, ca. 1852. Digitalisierte Ausgabe
- In: Reumont, Alfred von / White, Charles (Hrsg.). Ruins of the Rhine, their times and traditions. - Aix-La Chapelle: Kohnen, 1838. Digitalisierte Ausgabe
- In: Reumont, Alfred von. Sagas légendes des bords du Rhin : orné de 8 gravures sur acier. - Aix-la-Chapelle: Kohnen, 1838. Digitalisierte Ausgabe
- In: Kugler, Franz. Skizzenbuch. - Berlin : Reimer, 1830. Digitalisierte Ausgabe